# Columbus (Ohio)
Columbus város az Amerikai Egyesült Államokban, Ohio állam fővárosa.
Columbus Ohio állam legnagyobb és egyben legnépesebb városa. Csaknem az állam földrajzi középpontjában helyezkedik el. A város Franklin megye székhelye, egyes részei Delaware megye és Fairfield megye területeit is lefedik. Nevét Kolumbusz Kristóf felfedezőről kapta.

## Történelem
A várost 1812-ben alapították a Scioto és az Olentangy folyók összefolyásánál. 1816-ban lett Ohio fővárosa. Gazdasága változatos, sikere az oktatáson, az egészségügyön, a kereskedelmen, valamint a technológián alapul. Itt működik az Egyesült Államok legnagyobb egyeteme az Ohio State University. A Money magazin felmérése alapján az USA 8. legélhetőbb városa. 2000. évi felmérés szerint Columbus lakossága elérte a 711 470 főt. 2006-ban az Egyesült Államok 15. legnagyobb városa volt 747 755 lakóval.

## Éghajlata
| Hónap                         | Jan. | Feb. | Már. | Ápr. | Máj. | Jún. | Júl. | Aug. | Szep. | Okt. | Nov. | Dec. | Év   |
| ----------------------------- | ---- | ---- | ---- | ---- | ---- | ---- | ---- | ---- | ----- | ---- | ---- | ---- | ---- |
| Átlagos max. hőmérséklet (°C) | 2,5  | 4,8  | 10,6 | 17,5 | 22,7 | 27,6 | 29,4 | 28,7 | 25,0  | 18,4 | 11,4 | 4,5  | 17,0 |
| Átlagos min. hőmérséklet (°C) | −5,7 | −4,3 | −0,1 | 5,4  | 10,8 | 16,0 | 18,2 | 17,4 | 13,2  | 6,8  | 1,9  | −3,3 | 6,4  |
| Átl. csapadékmennyiség (mm)   | 69   | 57   | 77   | 86   | 106  | 102  | 122  | 84   | 72    | 66   | 81   | 75   | 998  |
| Havi napsütéses órák száma    | 111  | 127  | 161  | 201  | 244  | 258  | 260  | 235  | 213   | 182  | 105  | 83   | 2180 |
| Forrás: NOAA                  |      |      |      |      |      |      |      |      |       |      |      |      |      |

## Sportélete
| Csapat                | Sport            | Bajnokság              | Aréna            |
| --------------------- | ---------------- | ---------------------- | ---------------- |
| Columbus Clippers     | baseball         | International League   | Huntington Park  |
| Ohio State Buckeyes   | amerikai futball | NCAA Division I        | Ohio Stadium     |
| Ohio State Buckeyes   | kosárlabda       | NCAA Division I        | Value City Arena |
| Columbus Blue Jackets | jégkorong        | National Hockey League | Nationwide Arena |
| Columbus Crew         | labdarúgás       | Major League Soccer    | Lower.com Field  |

## Galéria

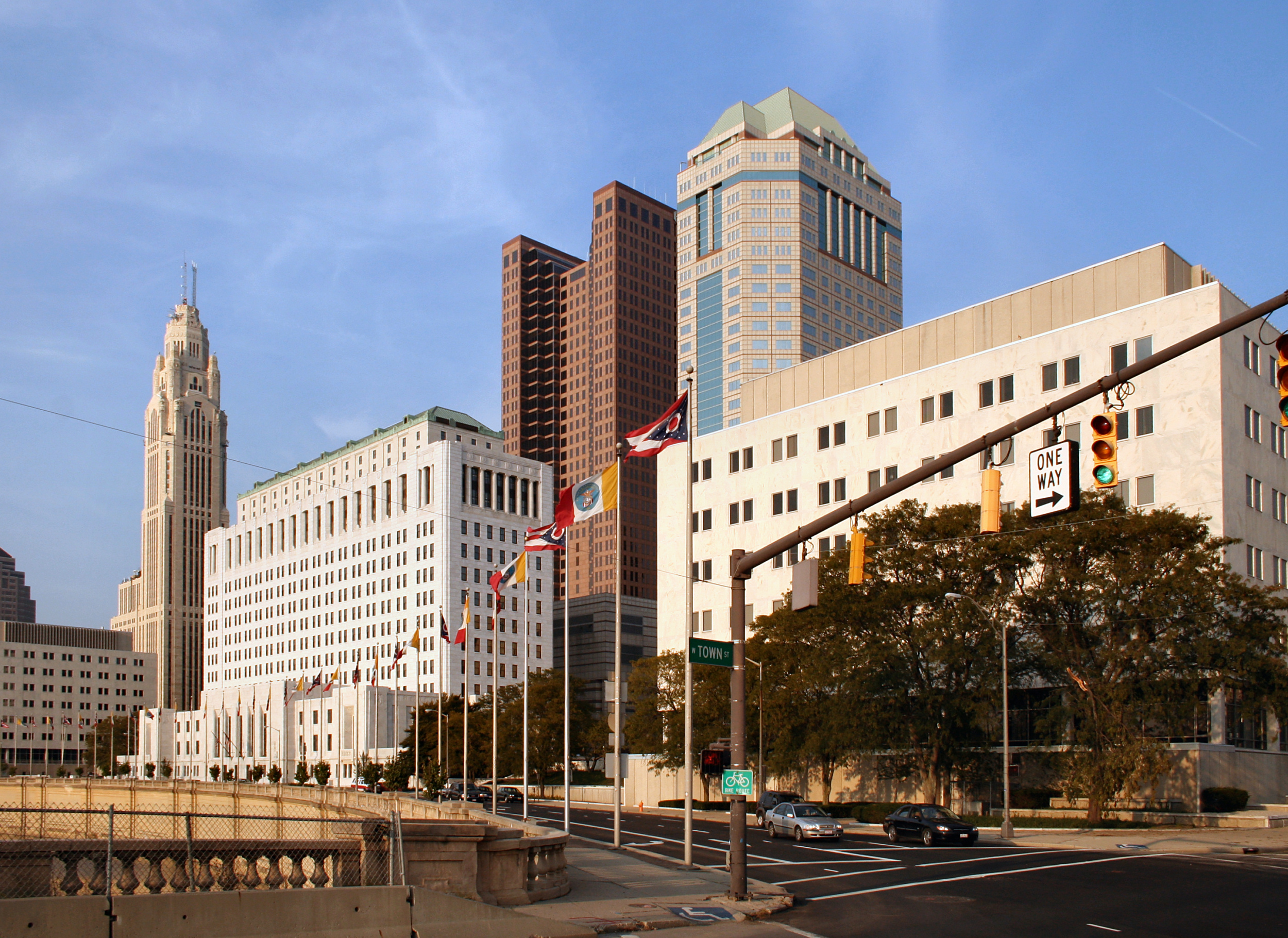
A belváros
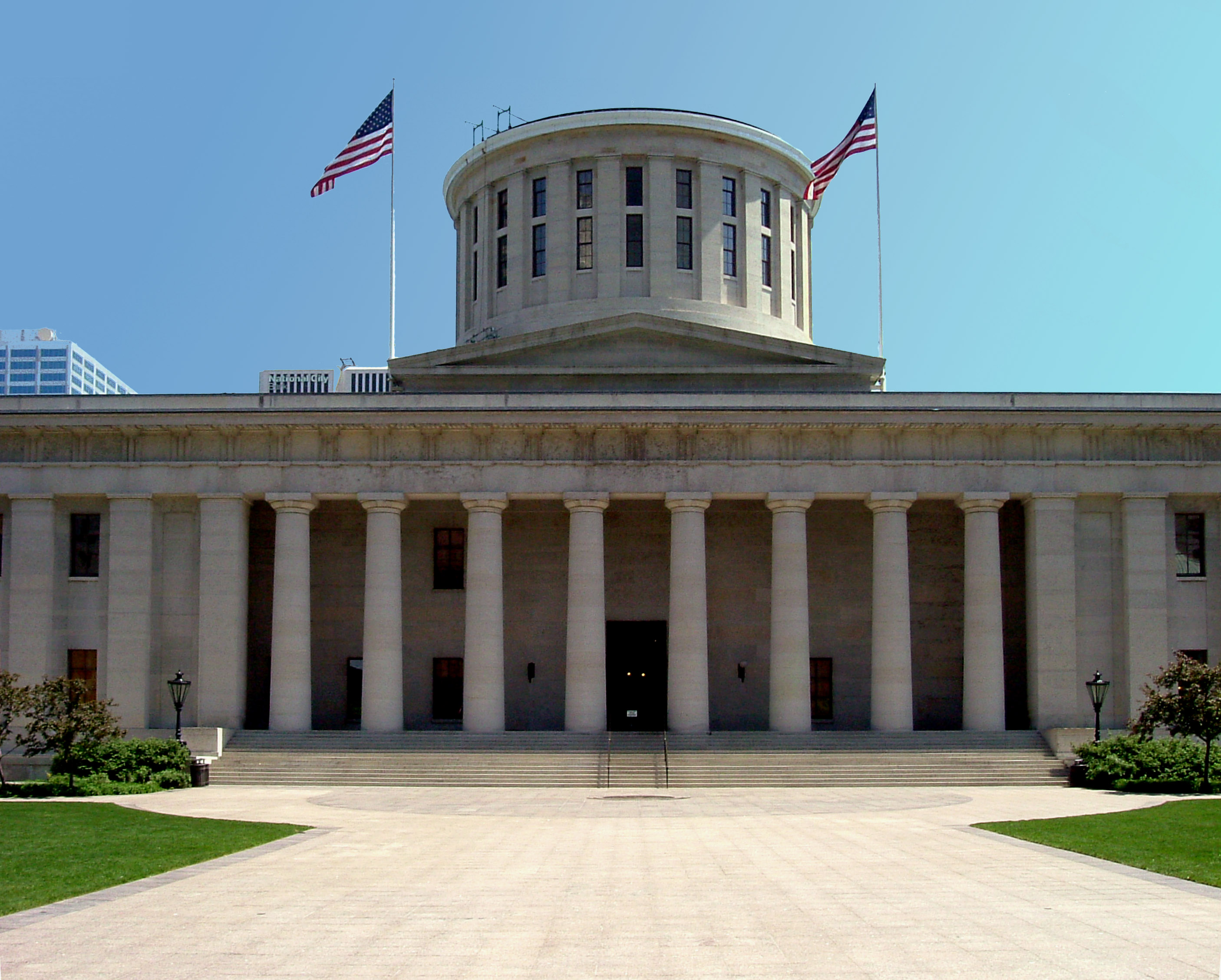
Ohio állam parlamentje
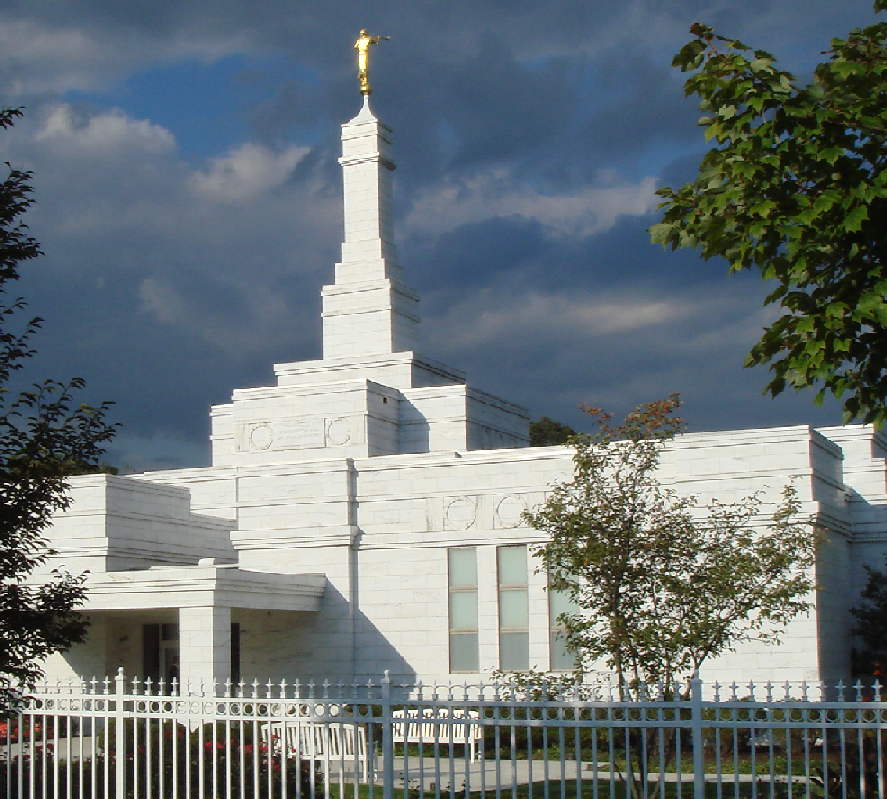
A Columbus Ohio templom
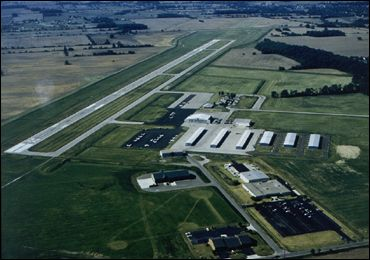
A Columbus repülőtér

## Testvérvárosok
- India, Ahmadábád
- Németország – Drezda
- Olaszország – Genova
- Kína – Hofej
- Izrael – Herzlija
- Ghána - Kumasi
- Dánia – Odense
- Spanyolország – Sevilla
- Tajvan – Tajnan
- Mexikó - Zapopan

## Fordítás
- Ez a szócikk részben vagy egészben  a   Columbus, Ohio című angol Wikipédia-szócikk fordításán alapul.  Az eredeti cikk szerkesztőit annak laptörténete sorolja fel. Ez a jelzés csupán a megfogalmazás eredetét és a szerzői jogokat jelzi, nem szolgál a cikkben szereplő információk forrásmegjelöléseként.